# Françoise Auricoste
Françoise Auricoste (Parigi, 29 marzo 1926) è una storica francese che s'interessa specialmente della storia del Quercy e dei suoi abitanti dalle origini.

## Il Quercy al centre dei suoi libri
Proveniente da un'antichissima famiglia di Valroufié (Lot), Françoise Girard ha uno dei suoi bisnonni, Alfred Berteil, fondatore nel 1840 di una manifattura di cappelli della quale il primo negozio è situato in piazza Sant'Agostino a Parigi. Ben presto riconosciuto per la qualità delle sue creazioni, Berteil diviene il fornitore della Presidenza della Repubblica et delle corti straniere. È il primo a fabbricare nei suoi atelier di via del Tempio i cappelli chiamati "melon" et "haut-de-forme". Da un'altra parte dei suoi antenati , Françoise Girard discende da una generazione di artisti, incisori, pittori... Si sposa nel 1955 un Lotois ingegnere informatico, Jean Auricoste (1928-2007), dirigente di numerose società d'informatica come CII, (Compagnie internationale pour l'informatique) o Eurosoft, di cui la famiglia trova le sue radici nel cantone di Cazals (Lot) dai tempi della Guerra dei Cent'anni.

## La storia
Dopo i suoi studi di storia alla Sorbonne, Françoise Auricoste ottiene la laurea ed è ammissibile come prof aggregata in storia. Diviene in seguito docente di storia e geografia. Successivamente insegna in molti licei di Parigi e della Regione parigina dal 1951 al 1985. Il suo primo libro è consacrato alla regione natale di suo marito: « Il paese di Cazals (Lot) nel Quercy delle origini i al 1800 » (1998). Dopo scriverà più di quindici libri, toutti centrati sul dipartimento del Lot, monographies de villages ou . Ainsi publie-t-elle: « Les Arques en Quercy : Vallée du fer et des Arts » (1990) ; « Si Marminiac m'était conté » ; « Saint-Caprais (Lot) : Au cœur du chataignal de la Bouriane » ;  "La bastide de Villefranche-du-Périgord" (1992, rééd. 1994); "Montcléra", "Goujounac"....
Françoise Auricoste concepisce anche delle opere tematiche:  "Histoire des femmes Quercynoises" (1996), "Histoire de la bourgeoisie en Quercy des campagnes et des bourgs aux XVII e XVIII siècles" (2000) ; "Histoire des Aubergistes et Cabaretiers Quercynois (1600 à 1900)" (2003); "Histoire des Artisans Quercynois" (2000) ; "Les meuniers en Quercy aux 17 et 18 ème siècles" (2002) ; "Les protestants oubliés du Haut-Quercy" (2007) ; "Marchands et négociants quercinois aux 17 ème siècles" (2005).
Françoise Auricoste è componente della Société des études du Lot. En 2008, riceve il Grand Prix du Jury de l'Académie des arts, lettres et sciences de Languedoc per l'insieme delle sue opere. Si è vista assegnare il premio Marcel Secondat (partigiano e storico) dal consiglio generale della Dordogneper il suo libro su Villefranche-du-Périgord.